# Darvīsh Garīmaz
Darvīsh Garīmaz (persiska: درویش گریمز, Darvish Gūrūnmaz) är en ort i Iran.   Den ligger i provinsen Ardabil, i den nordvästra delen av landet, 500 km nordväst om huvudstaden Teheran. Darvīsh Garīmaz ligger 613 meter över havet och antalet invånare är 201.
Terrängen runt Darvīsh Garīmaz är kuperad. Runt Darvīsh Garīmaz är det ganska tätbefolkat, med 93 invånare per kvadratkilometer. Närmaste större samhälle är Germī, 15,5 km väster om Darvīsh Garīmaz. Trakten runt Darvīsh Garīmaz består till största delen av jordbruksmark.